# Обри, Джульет
Джу́льет О́бри (англ. Juliet Aubrey; род. 17 декабря 1966, Флит) — английская актриса. Наиболее известна по ролям в телесериалах «Ветер перемен» (1994), «Портал юрского периода» (2007—2011), «Белая королева» (2013).

## Биография
Джульет Обри родилась 17 декабря 1966 года в городе Флит, район Харт, графства Гэмпшир, Англия. Родители — Роланд и Сильвия Обри.
Джульет начала актёрскую карьеру в 1992 году. Всего снялась более чем в 55 фильмах и телесериалах.
В 2001 году она вышла замуж за Стива Ричи. У пары есть две дочери — Блайт и Лола Блю.

## Избранная фильмография
| Год       |   | Русское название           | Оригинальное название             | Роль                      |
| --------- | - | -------------------------- | --------------------------------- | ------------------------- |
| 1992      | ф | Свет во тьме               | Shining Through                   | брюнетка                  |
| 1993      | с | Приключения Шерлока Холмса | The Adventures of Sherlock Holmes | Долорес                   |
| 1994      | с | Ветер перемен              | Middlemarch                       | Доротея Брук              |
| 1997      | ф | Добро пожаловать в Сараево | Welcome to Sarajevo               | Хелен Хендерсон           |
| 1998      | ф | Крезанутые                 | Still Crazy                       | Карен Ноулз               |
| 2001      | ф | Айрис                      | Iris                              | Джанет Стоун в молодости  |
| 2005      | с | Дэлзил и Пэскоу            | Dalziel and Pascoe                | доктор Элеанор Браун      |
| 2005      | ф | Преданный садовник         | Constant Gardener                 | Глория Вудроу             |
| 2006      | с | Убийства в Мидсомере       | Midsomer Murders                  | Джинни Лэмингтон          |
| 2007—2011 | с | Портал юрского периода     | Primeval                          | Хелен Каттер              |
| 2009      | с | Закон и порядок: Лондон    | Law & Order: UK                   | Эмма Сэндбрук             |
| 2010      | с | Льюис                      | Lewis                             | Селина                    |
| 2011      | с | Изгои                      | Outcasts                          | Джози Хантер              |
| 2012      | с | Преследуемые               | Hunted                            | Орла Фанта                |
| 2012      | с | Лиллехаммер                | Lilyhammer                        | Карен Соколовски          |
| 2012      | с | Безмолвный свидетель       | Silent Witness                    | Мириам Уэйд               |
| 2013      | с | Белая королева             | The White Queen                   | Анна Бошан, графиня Уорик |
| 2016      | ф | Афера под прикрытием       | The Infiltrator                   | Эвелин                    |
| 2016      | ф | Мина                       | Mine                              | мать Майка                |
| 2017—2018 | с | Большой куш                | Snatch                            | Лили Хилл                 |

## Награды и номинации
| Год  | Награда                           | Категория           | Работа        | Результат |
| ---- | --------------------------------- | ------------------- | ------------- | --------- |
| 1995 | British Academy Television Awards | Лучшая женская роль | Ветер перемен | Победа    |
| 1995 | Broadcasting Press Guild Awards   | Лучшая актриса      | Ветер перемен | Победа    |